# Ambystoma mexicanum
O Axolote (do náuatle axolotl) (Ambystoma mexicanum) é um tipo único de salamandra que mantém suas características larvais aquáticas durante toda a vida, como as brânquias externas, em vez de passar por metamorfose como a maioria dos anfíbios. Embora essa característica seja rara, não é exclusiva dos axolotes, pois outras salamandras (ambystomatidae), como o salamandra-tigre e o Necturus, também podem apresentar traços semelhantes. Originalmente, os axolotes habitavam uma rede de lagos e áreas alagadas no planalto do México, especialmente em Xochimilco e Chalco. No entanto, grande parte de seu habitat natural foi destruída após a colonização espanhola, quando os lagos foram drenados para dar lugar ao que hoje é a Cidade do México.
Apesar de terem sido uma parte importante da dieta dos povos indígenas durante o período colonial, os axolotes estão atualmente criticamente ameaçados de extinção na natureza devido à perda de habitat, poluição e espécies invasoras como a tilápia e a carpa. A população selvagem estimada varia entre 50 e 1.000 indivíduos. Felizmente, existem grandes populações em cativeiro, e esses animais são amplamente utilizados em pesquisas científicas por sua extraordinária capacidade de regenerar partes do corpo. Os axolotes também se tornaram populares em zoológicos, aquários e até como animais de estimação. Além disso, eles se tornaram ícones culturais, frequentemente aparecendo na mídia e em obras de arte contemporâneas.

## Etimologia
Axolote é um nome asteca, que numa tradução aproximada significa "monstro aquático", e na mitologia asteca era a evocação do deus Xolotl.

## Descrição

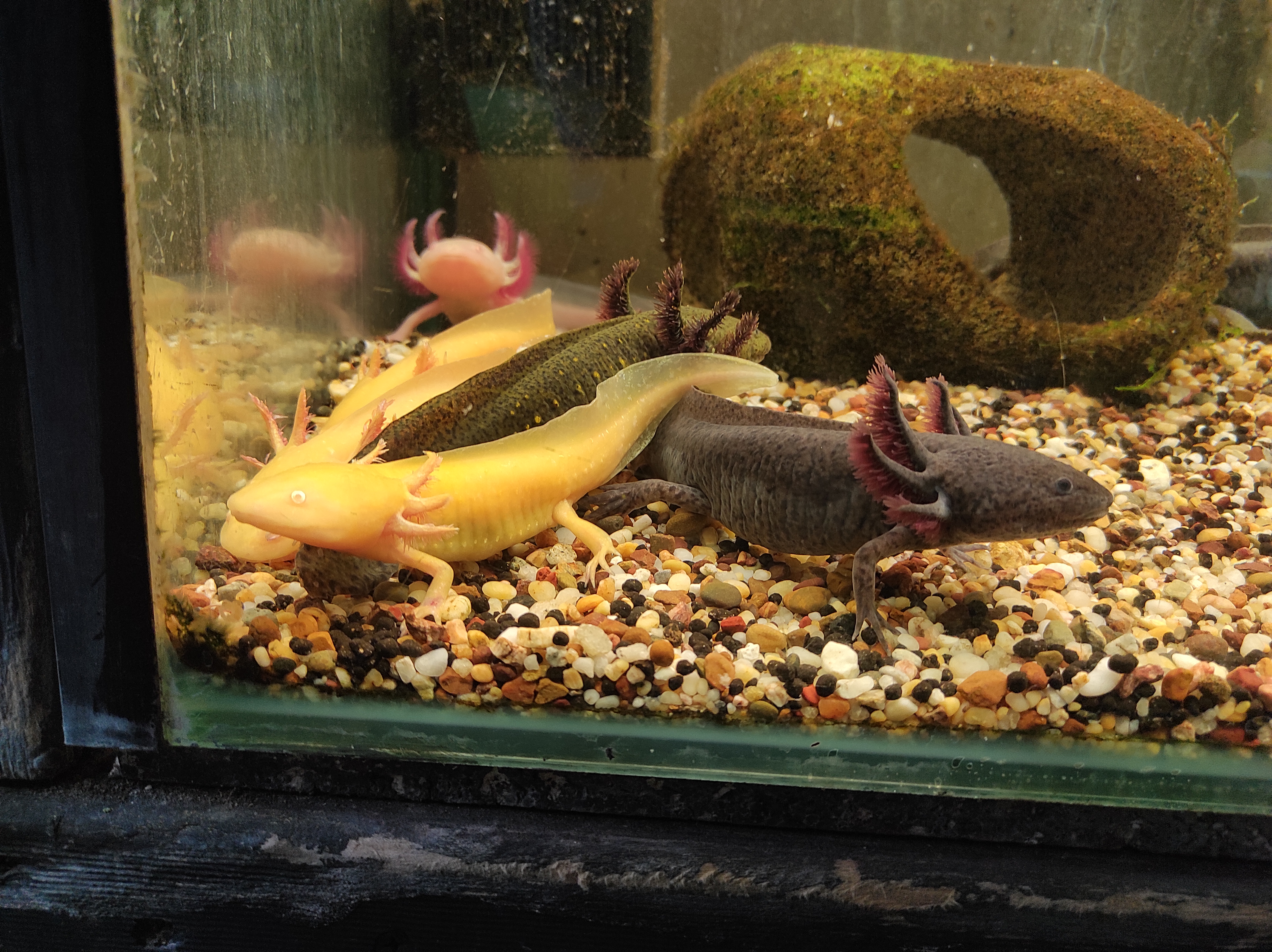
Um grupo de diferentes axolotes mantidos em cativeiro.

Um axolote adulto pode medir de 15 a 45 cm embora o comprimento mais comum seja 23 cm e seja raro encontrar um espécime com mais de 30 cm. Os axolotes possuem características típicas do estado larval das salamandras, incluindo brânquias externas e barbatanas caudais desde o final da cabeça prolongando-se por toda a extensão da cauda. Isso ocorre porque esses anfíbios apresentam tireoide rudimentar e não há liberação de hormônios tireoideanos, essenciais na metamorfose de anfíbios. Quando um axolote recebe hormônio tireoideano, transforma-se em animal adulto com caracteristícas terrestres: pulmão e patas e perda da cauda por reabsorção, tornando-se muito similar à salamandra-tigre Ambystoma velasci (em muitos casos, essa metamorfose ocorre naturalmente).
As cabeças são amplas e possuem olhos sem pálpebras. Os machos são identificáveis apenas na época de reprodução pela presença de cloacas muito mais pronunciadas e de aspecto redondo.
O genoma do axolote é o maior já sequenciado, possuindo cerca de 32 bilhões de pares de bases, 10 vezes maior que o genoma humano.

## Habitat
Ao contrário do que ocorre com seus parentes próximos, como sapos e rãs, que passam a viver na terra quando deixam as formas larvais, os axolotes permanecem na água por toda a vida. O seu único habitat natural consiste dos lagos próximos da Cidade do México, em especial o lago Xochimilco e o lago Chignahuapan, este último no estado de Puebla. Atualmente, no lago Chignahuapan, são raramente encontrados. Isto se deve à predação dos seus ovos por espécies não autóctones introduzidas pelo homem. Além disso, a capacidade de regeneração do axolote também traz alguns problemas, uma vez que em certas zonas do México é apreciado em caldos e pela medicina naturista (como vitamínico).

## Evolução
Acreditava-se que os anfíbios atuais os quais conservam suas brânquias durante toda a vida seriam as formas mais primitivas. No entanto, após a descoberta de fósseis cujo aparato branquial desaparecia com a idade, tal qual ocorre em batráquios atuais, tal concepção foi abandonada. Assim, não se considera mais o axolote como um "fóssil vivo".

## Regeneração
A espécie é intrigante, haja vista sua regeneração expressiva, apesar de sua alta complexidade em relação a outros seres com elevado potencial regenerativo, como esponjas, planárias e estrelas-do-mar. O axolote é capaz de regenerar, por meio de desdiferenciação celular, membros inteiros, que são constituídos por estruturas não comumente regeneradas, como nervos, musculatura, ossos e vasos sanguíneos. É capaz ainda de reparar completamente metade de seu coração ou cérebro. Tais propriedades são frequentemente analisadas em laboratório.

## Estado de conservação
Um artigo publicado na revista científica Nature no final de 2017 mostrava que a espécie está cada vez mais próxima da extinção. Em 1998, existiam 6000 axolotes por quilómetro quadrado na região mexicana de Xochimilco; dois anos depois, este número tinha baixado para 1000 espécimes por quilómetro quadrado. Em 2008, dez anos depois, os números eram ainda mais preocupantes: havia apenas 100 axolotes por quilómetro quadrado. Em 2018, sobretudo por causa da poluição, há menos de 35 destes animais por quilómetro quadrado.
O axolote é um completo paradoxo de conservação, é provavelmente o anfíbio mais espalhado pelo mundo, em laboratórios e lojas de animais, e ainda assim está quase extinto na natureza. O que traz problemas: como existe uma baixa diversidade genética destes animais, são mais propensos a doenças.

## Produção de xarope para a tosse
Um grupo de freiras do município mexicano de Pátzcuaro está a ajudar a criar e a devolver alguns destes animais ao seu habitat natural naquela região. Há anos que o grupo religioso utiliza estes animais na produção de um famoso xarope para a tosse, uma prática que passou de geração em geração — mas a forma como esse remédio é feito (e a maneira como os anfíbios entram na fórmula) não é revelada pelas freiras.
Com laboratórios dentro do mosteiro, as freiras tornaram-se mestres da criação de axolotes – e têm um papel importante na devolução de alguns destes animais ao seu habitat natural.